# Siguiri (prefectura de Guinea)
Siguiri es una prefectura de la región de Kankan de Guinea, con una población censada en marzo de 2014 de 687 002 habitantes. Está formada por las siguientes subprefecturas, que igualmente se muestran con población censada en marzo de 2014:
- Bankon 18,263
- Doko 86,782
- Franwalia 29,272
- Kiniébakoura 28,684
- Kintinian 124,847
- Maléa 27,471
- Naboun 25,348
- Niagassola 30,640
- Niandankoro 23,855
- Norassoba 40,137
- Nounkounkan 12,875
- Siguiri 183,875
- Siguirini
- Tomba kanssa 32,867

```
54,953
[
1
]
```